# Morgan Stanley

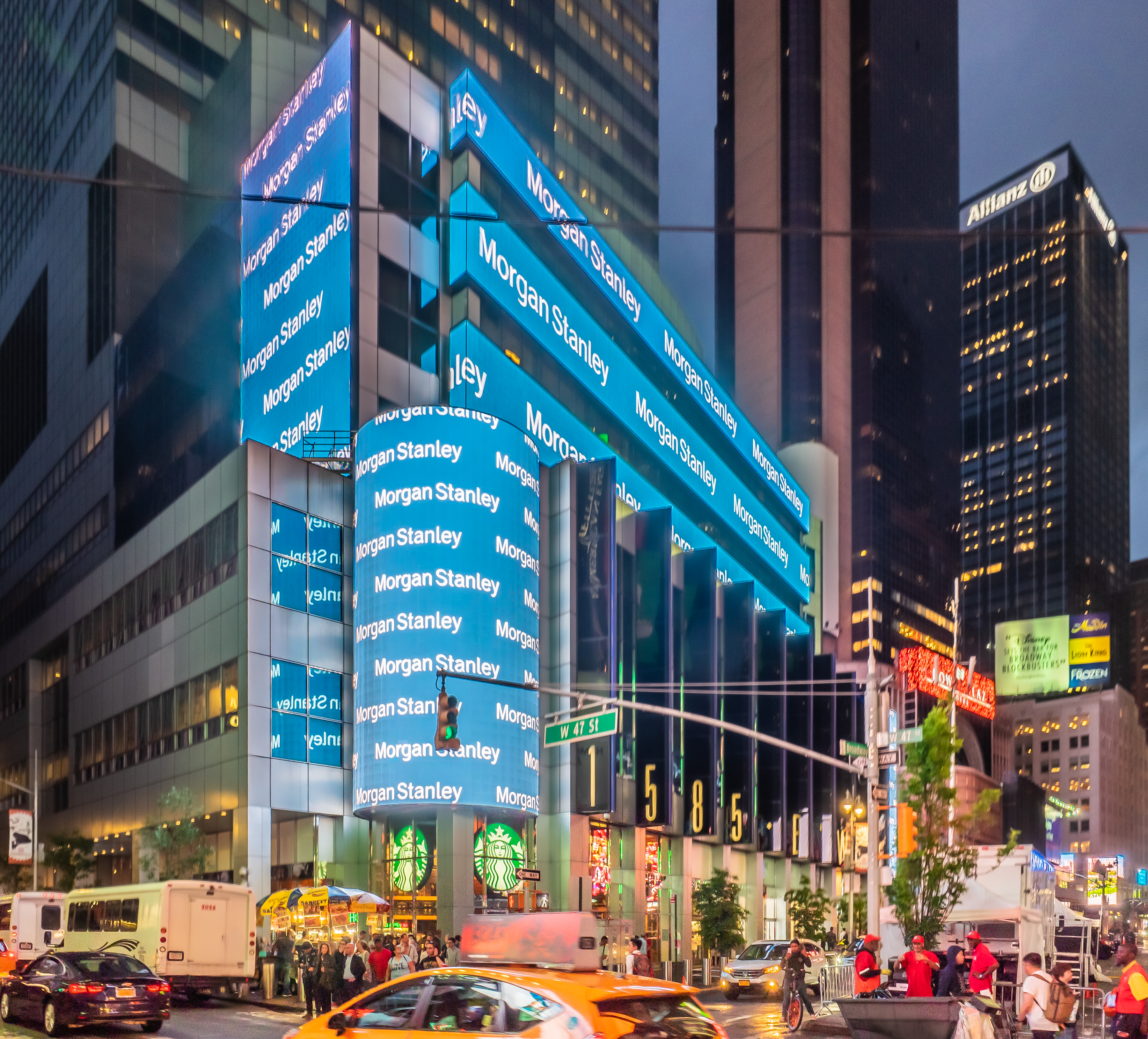
Hauptquartier in New York (2019)

Morgan Stanley ist ein US-amerikanisches Investmentbanking- und Wertpapierhandelsunternehmen mit Hauptsitz in New York, hervorgegangen aus der Teilung von JP Morgan am 5. September 1935 infolge des Glass-Steagall Acts zur Trennung von Banken und Wertpapierhandelshäusern. 1997 fusionierte Morgan Stanley mit Dean Witter, dem Finanzdienstleister von Sears, Roebuck and Company. Kurzzeitig firmierte das fusionierte Unternehmen als Morgan Stanley Dean Witter & Co, nennt sich heute aber wieder Morgan Stanley.
Im Zuge der Finanzkrise ab 2007 gab das Unternehmen im September 2008 den Status einer Investmentbank auf.
Morgan Stanley ist Mitbegründer der börsennotierten MSCI, die durch ihre Aktienindizes bekannt ist. 2009 trennte sich Morgan Stanley vollständig von MSCI.
Die Bank ist eine der Großbanken, die vom Financial Stability Board (FSB) auf der Liste global systemrelevanter Banken als „systemically important financial institution“ (systemisch bedeutsames Finanzinstitut) eingestuft wurden. Sie unterliegt damit einer besonderen Überwachung und strengeren Anforderungen an die Ausstattung mit Eigenkapital. Das Unternehmen hat den Hauptsitz in Manhattan, New York City. Insgesamt hat Morgan Stanley Büros in 42 Ländern und 55.000 Mitarbeiter. Zu den Kunden zählen Unternehmen, Regierungen, Institutionen und Einzelpersonen.

## Finanzkrise 2007/2008
Mitte September 2008 war Morgan Stanley neben Goldman Sachs die letzte unabhängige Investmentbank an der Wall Street. Mit der Absicht, die weltweit äußerst verunsicherten Finanzmärkte zu beruhigen, veröffentlichte Morgan Stanley seinen Bericht zum zweiten Quartal 2008 am 16. September, einen Tag früher als ursprünglich geplant. Morgan Stanley konnte alle Gewinnerwartungen übertreffen und einen überraschend hohen Quartalsgewinn von 1,4 Mrd. US-Dollar bekanntgeben, der nur 7 % unter dem des Vorjahres lag, wobei die Nettoerträge sogar leicht auf 8 Mrd. US-Dollar gesteigert werden konnten.
Dennoch wurde am 18. September 2008 berichtet, dass Morgan Stanley in der Finanzmarktkrise um sein selbständiges Überleben bangt. Es wurde über Fusionsgespräche Morgan Stanleys mit der Geschäftsbank Wachovia geschrieben, die bereits weit gediehen seien. Im Gespräch waren auch die britische Bank HSBC sowie asiatische Geldgeber. Ende September wurde erklärt, dass sich die japanische Großbank Mitsubishi UFJ Financial Group (MUFG) mit einer erheblichen Summe (9 Milliarden US$) bei Morgan Stanley beteiligt. Diese übernimmt eine Beteiligung von 21 % am Kapital der Bank und erhält dafür Vorzugsaktien.
Im Januar 2009 haben Morgan Stanley und Citigroup vereinbart, ihre Brokerhäuser zusammenzulegen. Das neue Brokerhaus wird Morgan Stanley Smith Barney heißen und mit über 20.000 Finanzberatern das größte US-Brokerhaus sein.

## Verurteilungen
Bernard Arnault, der Vorstandsvorsitzende des Luxusgüter-Konzerns LVMH, hatte in Paris gegen die Investmentbank geklagt. Arnault warf der Bank vor, den Gucci-Konzern in einer Übernahmeschlacht zu positiv und seine LVMH-Gruppe systematisch zu negativ dargestellt zu haben. Morgan Stanley wurde in erster Instanz zu 30 Mio. EUR Schadenersatz verurteilt. In der zweiten Instanz wurde Morgan Stanley im Juni 2006 in Paris ebenfalls verurteilt. Im Rechtsstreit um fragwürdige Hypothekengeschäfte hat sich die US-Bank Morgan Stanley zur Zahlung von 1,25 Milliarden US-Dollar (925 Millionen Euro) bereit erklärt.

## EnBW-Affäre
Im Zusammenhang mit der EnBW-Affäre wurden am 11. Juli 2012 Geschäftsräume von Morgan Stanley sowie die Wohnung des damaligen Deutschland-Chefs Dirk Notheis von der Polizei im Auftrag der Stuttgarter Staatsanwaltschaft durchsucht.
Ende August beschäftigte sich der Untersuchungsausschuss mit der Rolle des Frankreich-Chefs René Proglio, bei dem ein Interessenkonflikt vermutet wurde, weil sein Zwillingsbruder Henri Proglio, welcher Président-directeur général der EdF ist, den Vertrag für die EdF aushandelte.